# Светски дан избеглица
Светски дан избеглица је међународни дан који сваке године 20. јуна организују Уједињене нације. Дизајниран је да прослави и ода почаст избеглицама из целог света. Тај дан је први пут установљен 20. јуна 2001. у знак признања 50. годишњице Конвенције о статусу избеглица из 1951. године.
Догађај има за циљ да препозна снагу избеглица које су побегле од сукоба и прогона своје земље у нади да ће пронаћи уточиште и живети бољим животом. Светски дан избеглица гради концепт разумевања за њихову невољу што показује нечију отпорност и храброст у поновној изградњи своје будућности.
Дан је прилика да сви искусе, разумеју и прославе богату разноликост избегличких заједница. Догађаји као што су позориште, плес, филмови и музика имају за циљ да омогуће организацијама избегличке заједнице, добровољним и статутарним организацијама, локалним саветима и школама да буду домаћини догађаја током недеље како би се испоштовала ствар.
Светски дан избеглица се такође обележава кроз Светску недељу избеглица и осмишљен је да пружи важну шансу тражиоцима азила и избеглицама да их заједница у којој живе види, саслуша и цени.

## Историја
Избеглица је појединац који напушта своју земљу због последица рата, прогона, сукоба и насиља са којима се суочио у својој матичној земљи. У току процеса преласка међународних граница, неке избеглице често остављају све за собом носећи само минималну одећу и имовину; са планом да пронађе сигурност и уточиште у другој земљи.
Конвенција о избеглицама из 1951. признаје избеглицу као појединца који није у могућности да се врати у своју земљу порекла због основаног страха да ће бити погођен својом расом, вером, учешћем у друштвеној групи или различитим политичким мишљењима.
Избеглице играју улогу у свету јер када су у позицији да имају приступ легалним могућностима запошљавања у земљи домаћину, оне могу да искористе своје знање да помогну у попуњавању празнине на тржишту рада у земљи. Ова инклузија у друштву ствара разноврснију културу и мултикултурализацију која заједници пружа прилику да учи једни од других.
Генерална скупштина Уједињених нација је 4. децембра 2000. године у Резолуцији 55/76 признала да ће се од 2001. па надаље  20. јуна славити Светски дан избеглица. Резолуцијом је утврђено да је 2001. године обележена 50. годишњица Конвенције о статусу избеглица из 1951. године. Конвенција је обележила сећање на избеглице ради одавања почасти, подизања свести и тражења подршке онима који су погођени широм света.
Дан афричких избеглица се званично обележавао у неколико земаља пре 2000. године. УН су приметиле да је Организација афричког јединства (ОАУ) пристала да се Међународни дан избеглица поклопи са Даном избеглица у Африци 20. јуна.
Уједињене нације су 1967. године прошириле број људи који би поднели захтев за статус избеглице због аката Конвенције из 1951. који су дефинисали избеглицу као појединца или особу која је била приморана да напусти своје домове због Другог светског рата. Ово је постало познато као Протокол из 1967. године. Тадашњи протокол је уклонио временска ограничења и географске дефиниције о томе шта значи бити избеглица.
Универзална декларација о људским правима из 1948. признаје право да особа мора да тражи азил од прогона у другим земљама, протокол уједињених нација је истакао да ће они равнодушно и једнако бити оснажени принципима да се неће суочити са дискриминацијом у погледу свог пола., године, инвалидитет, сексуалност или друге забрањене основе дискриминације.
Сваке године 20. јуна Уједињене нације, Високи комесаријат ОУН за избеглице (УНХЦР) и грађанске групе широм света организују догађаје Светског дана избеглица како би скренули пажњу јавности на милионе избеглица и интерно расељених лица широм света који су били приморани да побегну. њихове домове због рата, сукоба и прогона.
Годишња комеморација је обележена разним догађајима у више од 100 земаља, укључујући владине званичнике, хуманитарне раднике, познате личности, цивиле и саме присилно расељене.